# Nancy Cartwright (Philosophin)

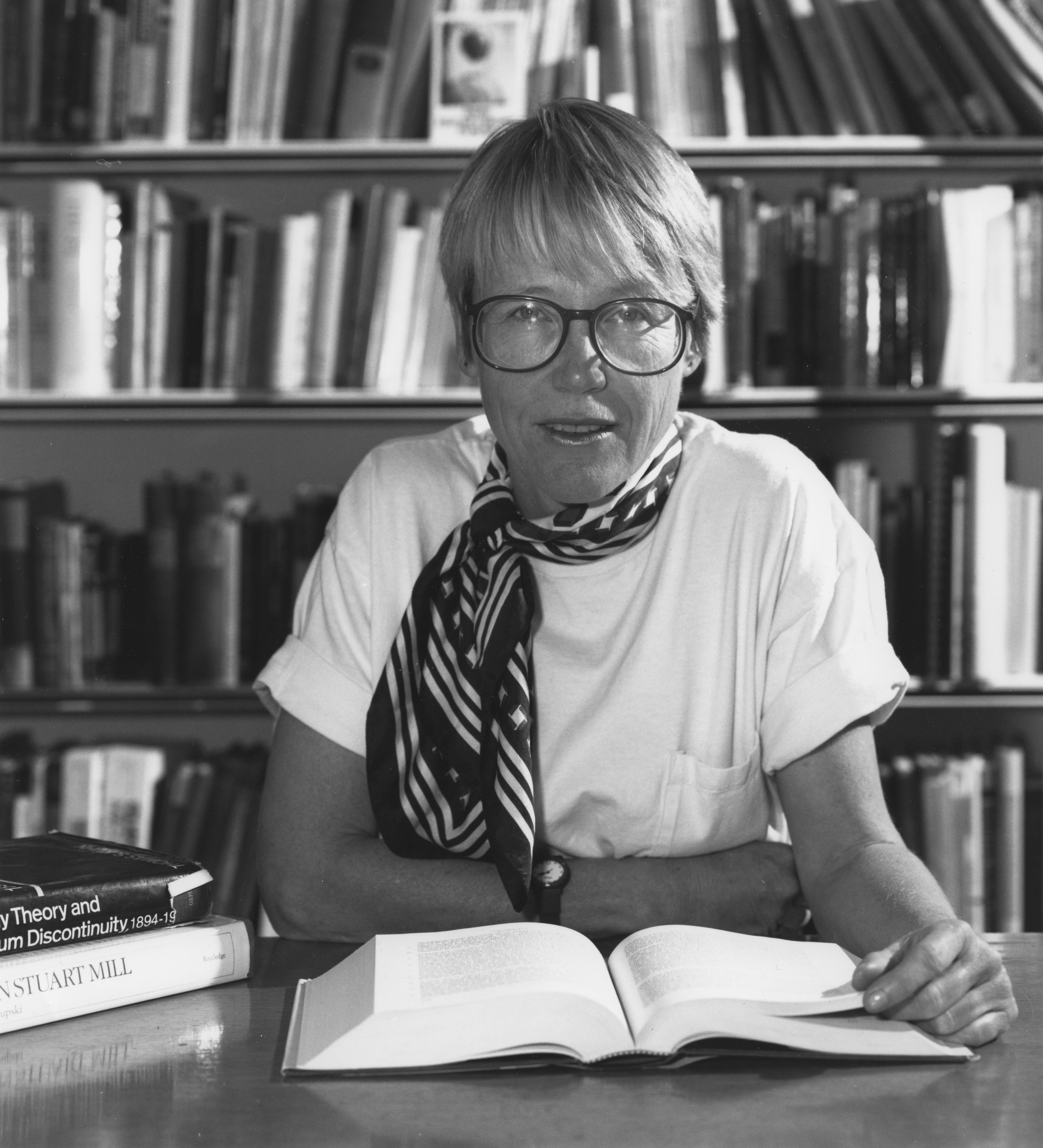
Nancy Cartwright in den 1990er Jahren

Nancy Delaney Cartwright (* 24. Januar 1944) ist eine US-amerikanische Philosophin und zählt zu den bedeutendsten Wissenschaftstheoretikern der Gegenwart. Sie ist für ihre kritische Auseinandersetzung mit den Grundgesetzen der Physik bekannt, darunter ihre These, dass diese keine universellen Wahrheiten über die Welt darstellen. Sie befasste sich mit Themen wie wissenschaftlichem Realismus, Theoriebildung sowie Kausalität und Evidenz in der Physik. Als mehrfache Preisträgerin und Verfasserin bedeutender Werke wie How the Laws of Physics Lie und The Dappled World trug Cartwright wesentlich zur Wissenschaftstheorie und zum Verständnis über die Rolle von Gesetzen und Modellen in der Wissenschaft bei.

## Leben
Cartwright studierte Mathematik an der University of Pittsburgh (Abschluss 1966) und promovierte 1971 an der University of Illinois in Chicago mit der Arbeit Philosophical Analysis of the Concept of Mixture in Quantum Mechanics.
Sie ist Professorin für Philosophie und Wissenschaftstheorie an der London School of Economics and Political Science und an der University of California, San Diego. Cartwright forscht über Wissenschaftsgeschichte, Wissenschaftstheorie, Wirtschaft und Physik. Ihr spezielles Interesse gilt der Kausalitätstheorie und der Frage nach der Objektivität von Wissenschaften.
Cartwright wird zusammen mit John Dupré, Ian Hacking und Patrick Suppes der Stanford-Schule in der Wissenschaftstheorie zugerechnet. Diese eint der kritische Umgang mit dem reduktionistischen Ideal der Einheitswissenschaft.
Im akademischen Jahr 1987/1988 war sie Fellow am Wissenschaftskolleg zu Berlin, 1993 war sie MacArthur Fellow, seit 1999 ist sie Mitglied der Leopoldina. 1996 wurde Cartwright in die British Academy, 2001 in die American Academy of Arts and Sciences, 2004 in die American Philosophical Society und 2018 in die Academia Europaea gewählt. 2008/09 amtierte sie als Präsidentin der American Philosophical Association (Pacific Division).

## How the Laws of Physics Lie

### Erklärung vs. Beschreibung und Wahrheit
In ihrem Hauptwerk mit dem provokativen Titel How the Laws of Physics Lie (deutsch etwa: Wie die Gesetze der Physik lügen) unterscheidet Cartwright zwischen theoretischen bzw. fundamentalen und phänomenologischen (d. h. empirischen) Gesetzen. Erstere sind explanatorisch, letztere deskriptiv. Cartwright argumentiert, dass fundamentale Gesetze nur auf Kosten ihrer empirischen Adäquatheit explanatorisch sein können. Davon ausgehend, dass Wahrheit in der Wissenschaft äquivalent mit empirischer Adäquatheit ist, heißt das im Umkehrschluss, dass Gesetze nicht viel erklären, wenn sie wahr sind.

“The laws of physics, I concluded, to the extent that they are true, do not explain much. [Ich kam zu dem Schluss, dass die physikalischen Gesetze, sofern sie denn wahr sind, nicht viel erklären.]”

Zusammenfassend sind phänomenologische Gesetze wahr, erklären aber nichts und fundamentale Gesetze haben zwar explanatorische Funktion, sind aber nicht wahr.

### Kausalität
Wissenschaftliche Erklärung fällt für Cartwright jedoch nicht mit Kausalität zusammen. Explanatorisch-fundamentale Gesetze liefern keine Gründe für die erklärten Phänomene. Mit Pierre Duhem nimmt Cartwright an, dass fundamentale Gesetze die Phänomene nur zusammenfassen und organisieren.
Cartwright spricht nur dann von Kausalität, wenn mehrere unterschiedliche Experimente auf einen bestimmten Grund schließen lassen. Cartwright zitiert in diesem Zusammenhang die experimentellen Nachweise der Existenz von Atomen durch Jean-Baptiste Perrin.
Cartwright geht also im Gegensatz zum Gegenwarts-Empiristen Bas van Fraassen von der Existenz nicht beobachtbarer Entitäten aus. Sie wird deswegen ebenso wie Ian Hacking als Entitätenrealistin bezeichnet. Auf der anderen Seite nennt Cartwright sich aufgrund ihrer Ablehnung der Wahrheit fundamentaler Gesetze selbst eine „Antirealistin“. Sie richtet sich gegen eines der fundamentalsten Argumente des Realisten, den Schluss auf die beste Erklärung, indem sie stattdessen argumentiert, dass es keine besten Erklärungen gibt, sondern immer mehrere gleichberechtigte. Es gebe nur so etwas wie einen „Schluss auf den besten Grund“.

### Ceteris-paribus-Gesetze
Theoretische Gesetze der Physik sind Cartwright zufolge ceteris-paribus-Gesetze, also immer nur unter bestimmten, idealen Bedingungen gültig. Als Beispiel zitiert sie Newtons Gravitationsgesetz, das die Anziehungskraft zweier Körper beschreibt. Nach Cartwright ist der ideale Zustand, in dem zwischen zwei Körpern ausschließlich Gravitationskräfte wirken, nur in den seltensten Fällen erfüllt (eine weitere wirkende Kraft ist z. B. die Coulombkraft). Daher kann das Gesetz auch nur unter besonderen – und nicht unter tatsächlichen – Bedingungen wahr sein. Cartwright lehnt es ab, die tatsächlich wirkenden Kräfte zwischen zwei Körpern als eine Kombination von Gravitation und Coulombkraft zu interpretieren. Sie nennt die Gesetze der jeweiligen Kräfte eine Fiktion, da sie Sachverhalte beschreiben, die in ihrer Reinform in Wahrheit niemals auftreten.

“Nature does not ‘add’ forces. For the ‘component’ forces are not there, in any but metaphorical sense, to be added.”

Cartwright gibt ein weiteres, einfach verständliches Beispiel:
1. Das Hinzufügen von Salz verkürzt die Kochzeit von Wasser.
2. In tieferen Höhenlagen verlängert sich die Kochzeit.

Beide Gesetze gelten nur ceteris paribus: Gesetz 1 gilt nur, wenn die Höhenlage nicht geändert wird und Gesetz 2 gilt nur, wenn der Salzgehalt des Wassers nicht geändert wird. Cartwright deutet nun darauf hin, dass es kein Gesetz gibt, das beschreiben würde, was passiert, wenn man sich auf eine tiefere Höhenlage begibt und zusätzlich den Salzgehalt ändert.

### Simulacrum-Erklärungsmodell
Cartwright verwirft das klassische deduktiv-nomologische Erklärungsmodell und ersetzt es durch ihr sogenanntes Simulacrum-Erklärungsmodell. Dieses besagt, dass Phänomene erklärt werden, indem ein Modell für sie konstruiert wird, das die Phänomene der Theorie „anpassen“ (Cartwright spricht im Original von einer “prepared description”).

“To explain a phenomenon is to find a model that fits it into the basic framework of the theory and that thus allows us to derive analogues for the messy and complicated phenomenological laws which are true of it.”

“The appearance of truth comes from a bad model of explanation, a model that ties laws directly to reality. As an alternative to the conventional picture I propose a simulacrum account of explanation. The route from theory to reality is from theory to model, and then from model to phenomenological law. The phenomenological laws are indeed true of the objects in reality – or might be; but the fundamental laws are true only of objects in the model.”

Ein „Simulacrum“ steht für etwas, das die gleiche Form oder Erscheinung besitzt wie ein bestimmtes Ding, aber nicht dieselbe Substanz oder die korrekten Eigenschaften. Die der Theorie „angepassten“ Phänomene sind also nicht die wahren, sondern verfälschte Phänomene. Mit anderen Worten, die Anpassung der Phänomene führt zu einer Verzerrung des wahren Sachverhalts:

“I claim that in general we will have to distort the true picture of what happens if we want to fit into the highly constrained structures of our mathematical theories.”

## Publikationen
- How the laws of physics lie, Oxford University Press, 1983 (englische Originalausgabe: ISBN 0-19-824704-4)
- Nature’s capacities and their measurement. Clarendon Paperbacks, 1989 (engl. Originalausgabe: ISBN 0-19-823507-0)
- (mit Jordi Cat, Lola Fleck, Thomas Uebel): Otto Neurath, philosophy between science and politics. 1996
- The Dappled World: A Study of the Boundaries of Science. Cambridge University Press, 1999 (englische Originalausgabe: ISBN 0-521-64411-9)
- Hunting Causes and Using Them. Approaches in Philosophy and Economics. Cambridge University Press, 2007 (englische Originalausgabe: ISBN 978-0-521-86081-9 hardback, ISBN 978-0-521-67798-1 paperback)